# Galium scabrum
Galium scabrum (L.) es una planta herbácea anual de la familia de las rubiáceas. 

## Descripción
Se trata de una planta herbácea perenne, de 25-60 cm, que se diferencia dentro del género por sus tallos pubescentes y por sus hojas elípticas u ovado-elípticas trinervadas. Las inflorescencias son ovoideas y los frutos poseen pelos ganchudos.

## Distribución y hábitat
Galium scabrum es una especie de amplia distribución en la macaronesia y el Mediterráneo y que se encuentra representada en todas las islas Canarias, salvo en Lanzarote.

## Taxonomía
Galium scabrum fue descrita por Carlos Linneo y publicado en Species Plantarum 1: 108, en el año 1753.
Etimología
Galium: nombre genérico que procede del griego galion, gala, que significa "leche", aludiendo a un supuesto uso de estas plantas para cuajar la leche.
scabrum: epíteto que procede del latín scabere, que significa arañar, aludiendo al carácter áspero de la planta debido a los pelos que posee.
Sinonimia
- Galium ellipticum Willd. ex Hornem. (1819).
- Galium hirsutum Nees (1820), nom. illeg
- Galium barrelieri Salzm. (1821).
- Galium ovalifolium Schott f. ex Schult. in Roem. & Schult. (1827)
- Galium neesianum Req. ex DC. (1830).
- Galium rotundifolium subsp. ovalifolium (A.Schott ex Schult.) Rouy in Rouy & Foucaud (1903).[3][4]